# Mythicomyia brachytis
Mythicomyia brachytis är en tvåvingeart som beskrevs av Hall 1976. Mythicomyia brachytis ingår i släktet Mythicomyia och familjen svävflugor. Inga underarter finns listade i Catalogue of Life.